# Apistogramma steindachneri
Apistogramma steindachneri és una espècie de peix de la família dels cíclids i de l'ordre dels perciformes que es troba a Sud-amèrica.
Els mascles poden assolir els 6,5 cm de longitud total.